# 松本敏男
松本 敏男（まつもと としお、1935年5月30日 - ）は、日本の俳優。
東京府（現・東京都）出身。日本大学卒業。劇団近代派、銀座プロを経て、楡プロに所属していた。

## 出演

### テレビ
- 海底人8823 第1部（1960年） - ブラックスター団員
- ウルトラセブン 第47話「あなたはだぁれ?」（1968年） - 警官
- あゝ忠臣蔵（1969年） - 三村次郎左衛門
- 火曜日の女シリーズ「恋の罠」（1970年、NTV / 東宝)
- ありがとう 第1シリーズ 第二十五回（1970年9月17日、TBS / テレパック） - スリ 役※スタッフロールの敏夫は誤植
- 江戸川乱歩シリーズ 明智小五郎 第24話「拝啓地下帝国殿下」（1970年）
- ミラーマン 第5話「怪鳥インベラー現わる!」（1971年） - エンゼル機パイロット
- トリプルファイター 第20話「行け! オレンジ・ファイター 心の眼を開いて」（1972年） - 森夫
- 必殺シリーズ
  - 必殺仕掛人 第29話「罠に仕掛ける」（1973年） - 岡っ引き留五郎
  - 助け人走る 第9話「悲願大勝負」（1973年、ABC / 松竹） - 片島新兵衛
- 非情のライセンス
  - 第1シリーズ
    - 第3話「兇悪な夜の匂い」（1973年）
    - 第4話「兇悪のサファイア」（1973年） - 次郎
    - 第16話「兇悪の湖」（1973年） - 若者
    - 第44話「兇悪の野良犬」（1974年） - 三上

  - 第2シリーズ
    - 第3話「兇悪の序曲」（1974年）
    - 第15話「兇悪の故郷」（1975年） - 男B
- 特別機動捜査隊
  - 第654話「矢崎班緊急出動せよ」（1974年） - 特別出演
  - 第676話「母の湖」（1974年） - 俊次
  - 第687話「オフ・リミットですよ」（1975年） - 服部
  - 第733話「銭湯ブルース」（1975年） - 小野寺
  - 第751話「金貸し一代」（1976年） - 中沢
  - 第777話「とめてくれるなおっ母さん」（1976年） - 篠田
- 太陽にほえろ!
  - 第134話「正義」（1975年） - 本庁刑事
  - 第192話「2・8・5・6・3」（1976年） - 宝石の故買屋
  - 第377話「秋深く」（1979年） - スクラップ工場の工員
- 鬼平犯科帳 第7話「あきれた奴」（1975年）
- 仮面ライダーストロンガー 第7話「ライダー大逆転!!」（1975年） - ドライブインの男
- がんばれ!!ロボコン 第106話「グラグラリ!!もうれつ避難訓練!」（1976年）- 栄町消防団の小頭
- 特捜最前線
  - 第2話「故郷へ愛をこめて」（1977年） - 季労者互助協会理事
  - 第159話「ポルノ雑誌殺人事件!」（1980年）
  - 第412話「OL・横浜ラブストーリー!」（1985年）
- 快傑ズバット 第13話「少年殺し屋のバラード」（1977年） - 毒さそり
- ロボット110番 第22話「ついにやったぞ大手柄」（1977年）
- 気まぐれ天使 第32話「母をたずねて今日も又……」（1977年）
- 明日の刑事 第12話「妻が知らない夫の秘密」（1977年）
- 若さま侍捕物帳 第11話「参上!!恐怖の妖刀」（1978年）
- 江戸の渦潮 第14話「純情柳河岸」（1978年）
- 柳生一族の陰謀 （1978年）
- 赤穂浪士 （1979年） - 乾
- 同心部屋御用帳 江戸の旋風IV
  - 第9話「生き返った大黒様」（1979年） - 伊太八
  - 第26話「さむらいの挽歌」（1979年） - 塚本
- 江戸の激斗 第12話「通り雨」（1979年）
- そば屋梅吉捕物帳 第11話「血を誘う能面の女」（1979年） - 荒木
- 西遊記II 第17話「泣くな八戒! 瞳の中の愛」（1980年） - 不亂劔
- ザ・ハングマン（1981年、ABC / 松竹芸能）
  - 第22話「帰って来たドラゴン 香港カマキリ拳」 - 横田
  - 第39話「悪医者は吸血処刑」 - 高木の秘書
- 炎の犬 第7回・第8回（1981年）
- 影の軍団II （1981年 - 1982年） - 万吉
- 旅がらす事件帖
  - 第2話「明日は何処のみだれ雲」（1980年） - 安丸
  - 第26話「直次郎・暁に旅立つ」（1981年）
- 火曜サスペンス劇場「女からの眺め」（1987年）

### 映画
- 彼女と彼（1963年） - クリーニング店員